# Dryckeskanna

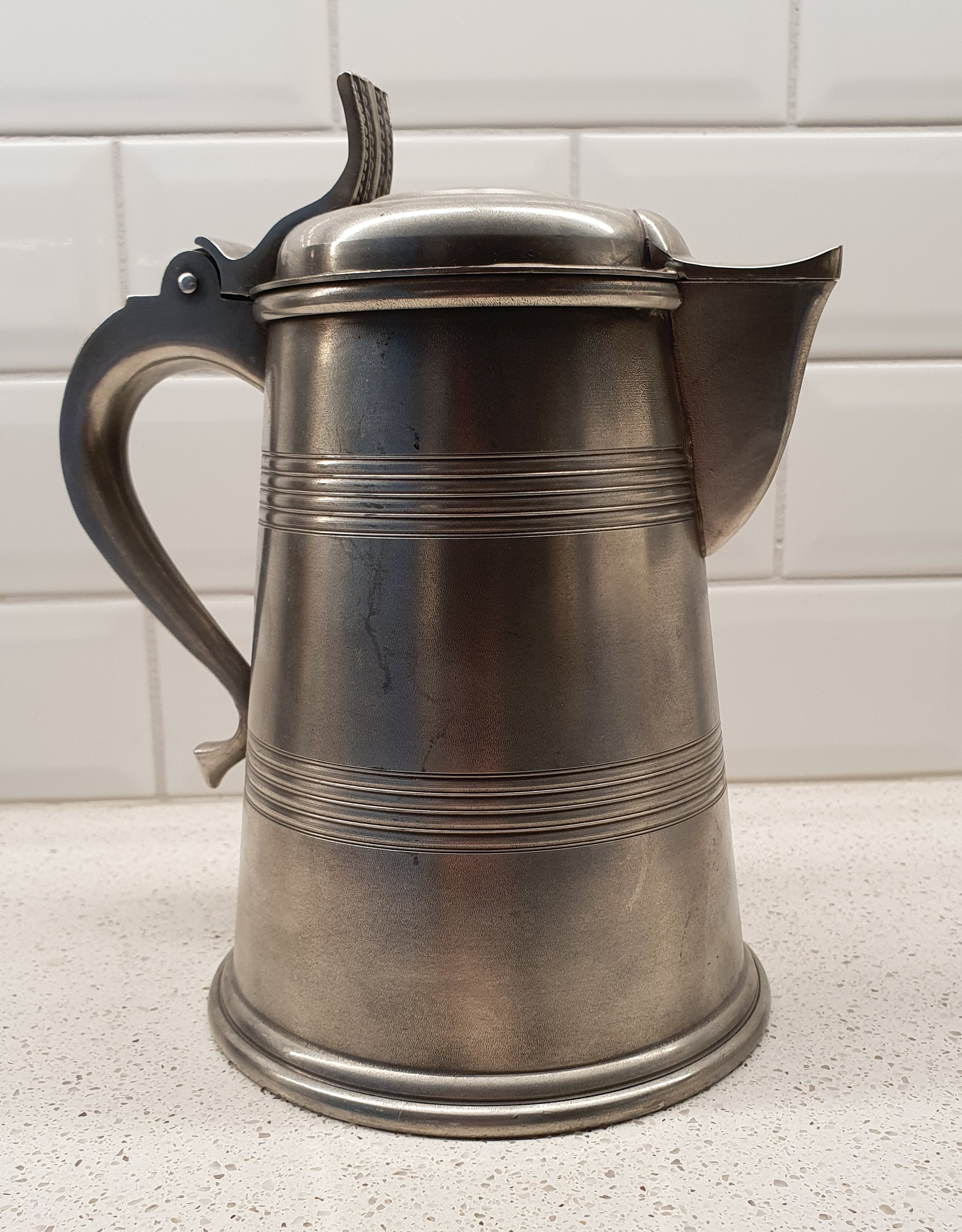
Dryckeskanna i hårdtenn.

Dryckeskanna är ett större cylindriskt dryckeskärl med stor bågformig hänkel och med gångjärn fäst lock som öppnas med tummen, gjord i lergods, stengods, metall, trä, glas eller porslin med mera. Dryckeskannan kommer till Sverige från Tyskland på 1300-talet, och kunde då avse kärl i alla möjliga storlekar. Från 1500-talet börjar enmanskärl kallas stop medan dryckeskannan blev ett stort kärl som gick laget runt.
Under renässansen var dryckeskannor omtyckta praktkärl.

## Varianter
- Sejdel – dryckeskanna i keramik
- Stop – dryckeskanna i metall
- Stånka – dryckeskanna i trä

## Bildgalleri

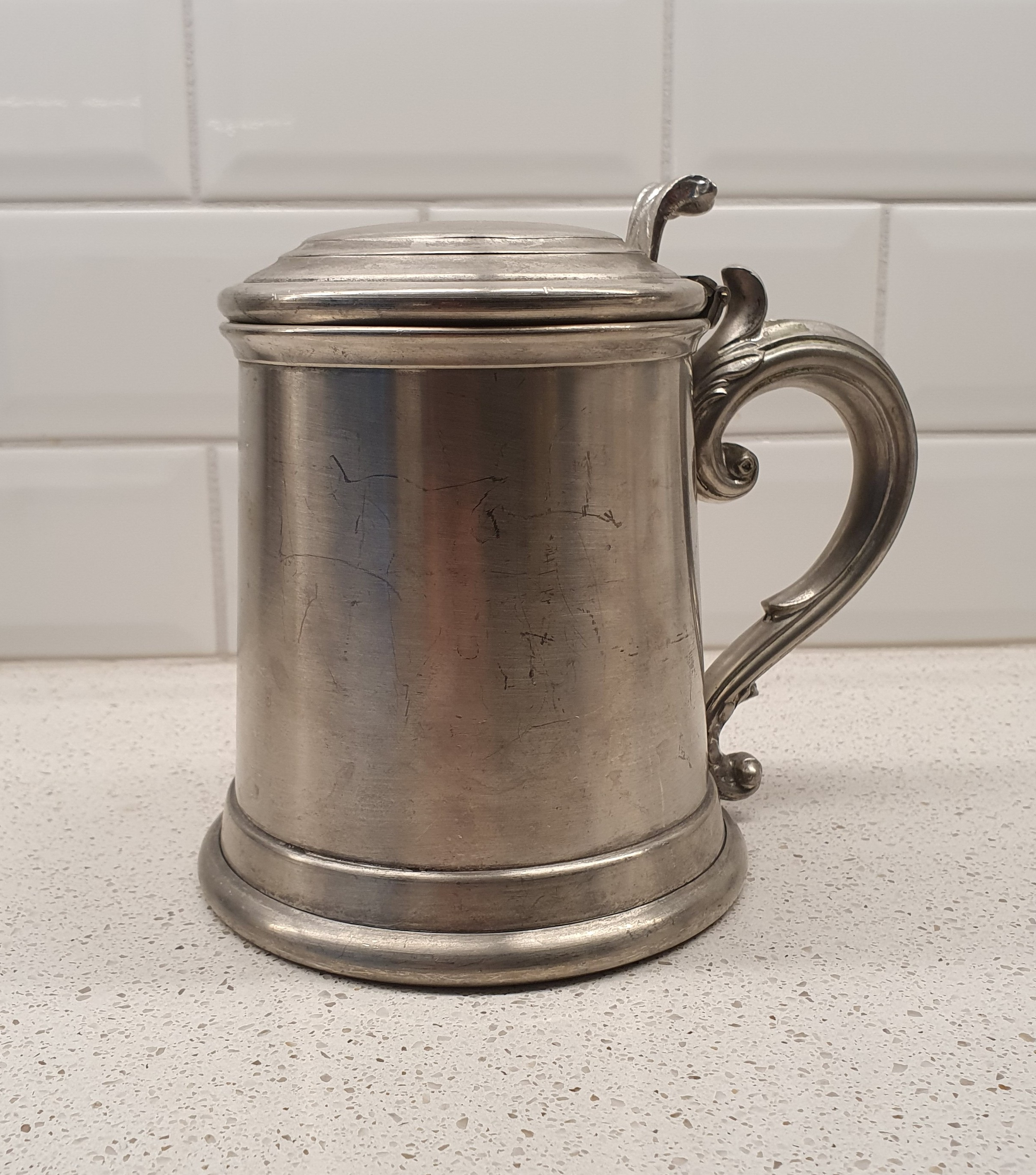
Tennstop i hårdtenn.
Stop i fajans och tenn, polykrom dekor, 1700-tal.
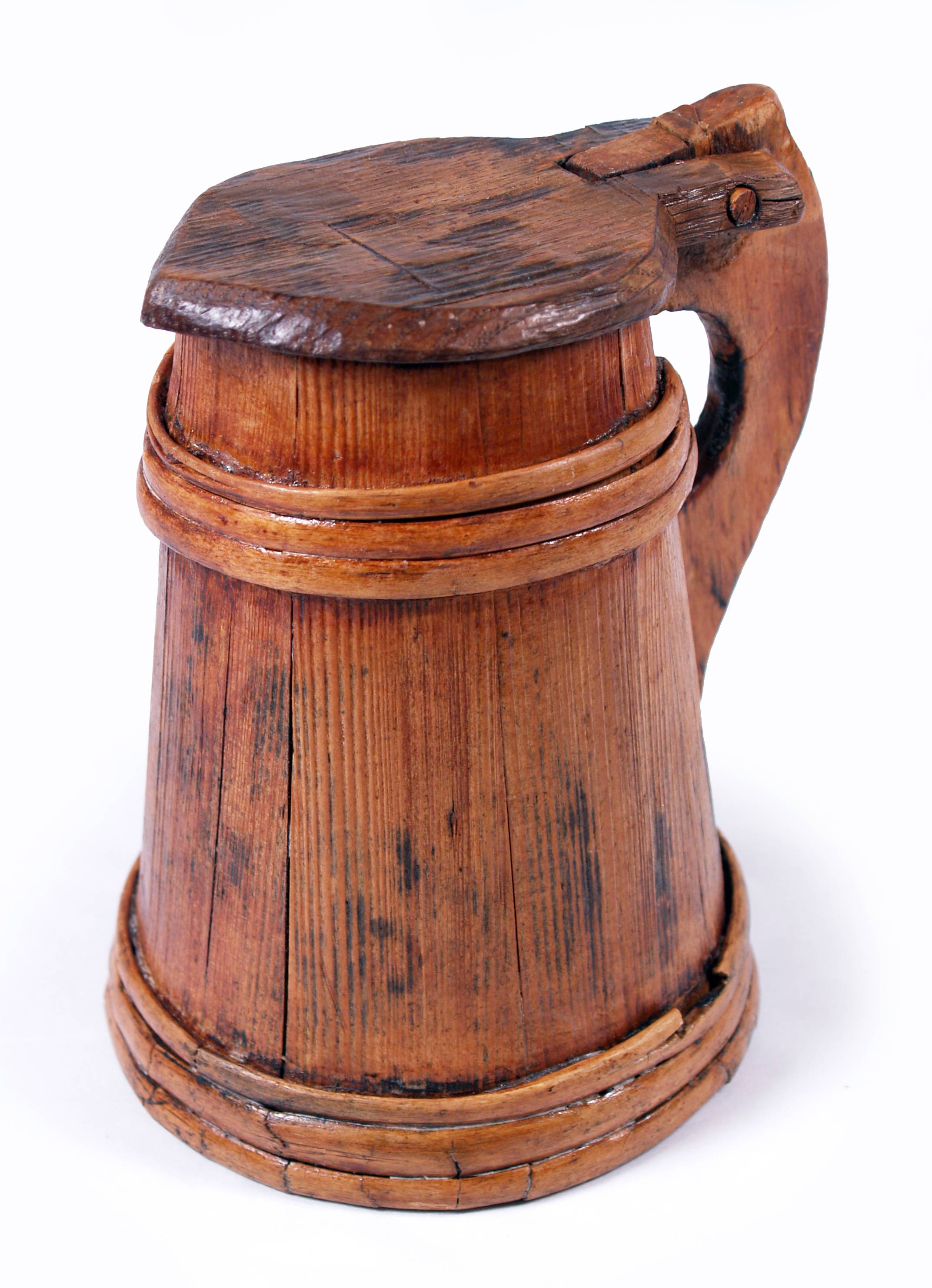
Träkanna (stånka).
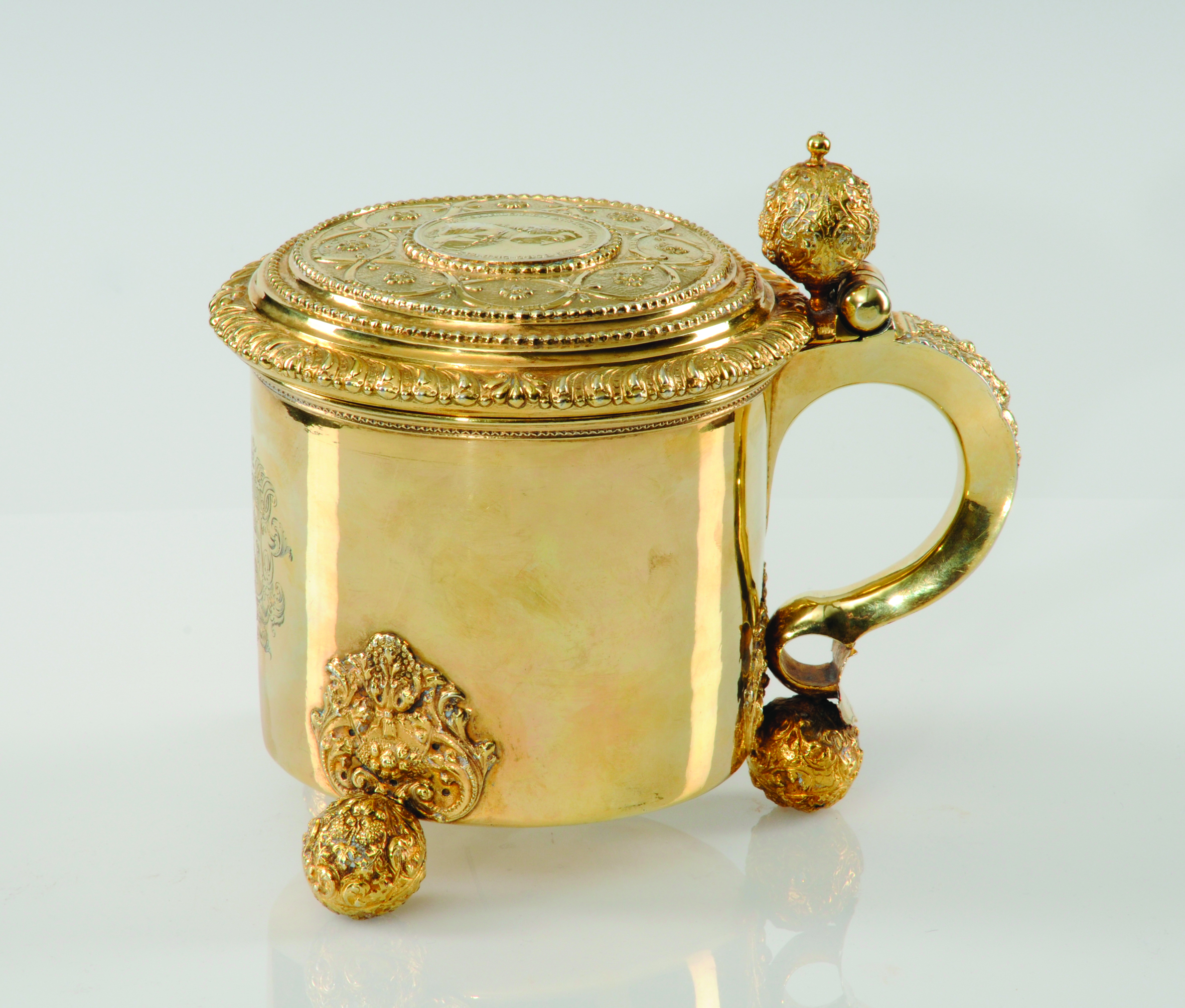
Svensk silverkanna, tillverkad i Göteborg 1715.
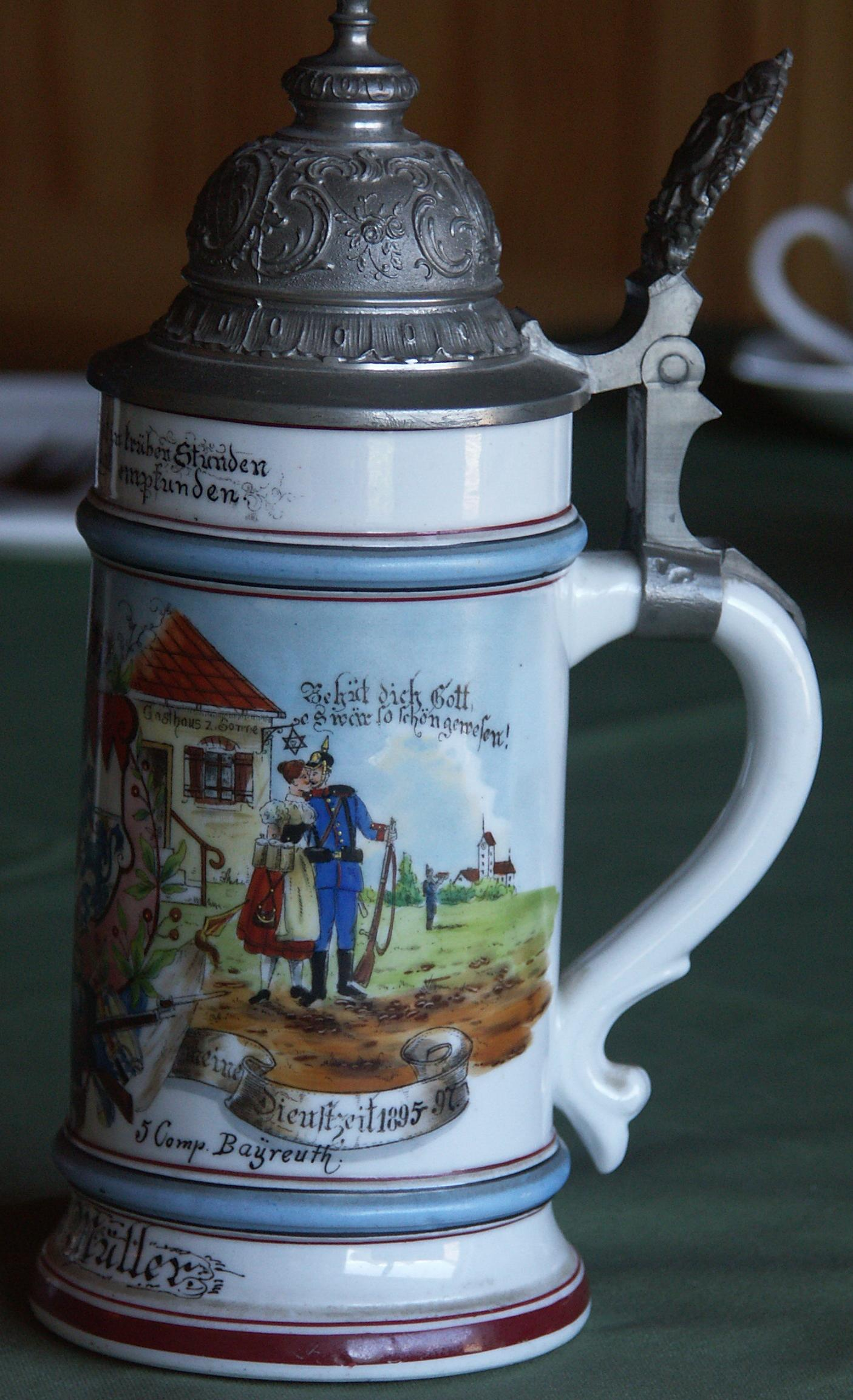
Sejdel.